# La Vie selon Annie
La Vie selon Annie (Naturally, Sadie) est une série télévisée canadienne en 65 épisodes de 22 minutes créée par Barbara Wiechmann en coproduction avec Disney Channel, et diffusée entre le 25 juin 2005 et le 26 août 2007 sur Family au Canada.
Au Québec, la série a été diffusée à partir du 30 août 2005 sur VRAK.TV, mais à la suite des audiences insuffisantes, elle a été récupérée par la télévision de Radio-Canada et diffusée à partir du 1er novembre 2008. En France, la série a été diffusée sur Planète Juniors et France 2 à partir du 17 septembre 2005.

## Synopsis
Une jeune fille de 14 ans du nom de Annie qui se passionne pour les animaux et aspire à devenir naturaliste doit gérer ses tribulations amicales et amoureuses qui viennent avec l’adolescence à l'aide de ses deux meilleurs amis Margaret et Rain. Elle doit en outre réussir à vivre avec son frère qui adore la taquiner.

## Distribution

### Acteurs principaux
- Charlotte Arnold (VQ : Kim Jalabert) : Annie Hawthorne (Sadie en VO)
- Jasmine Richards (VQ : Geneviève Déry) : Margaret Browning-Levesque, meilleure amie d'Annie
- Michael D'Ascenzo (VQ : Hugolin Chevrette) : Rain Papadakis
- Justin Bradley (en) (VQ : Nicholas Savard L'Herbier) : Hal Hawthorne, frère aîné d'Annie

### Acteurs récurrents et invités
- Collette Micks (VQ : Maryse Gagné) : Jean Hawthorne, mère d'Annie (48 épisodes)
- Richard Clarkin (en) (VQ : Carl Béchard) : Walter Hawthorne, père d'Annie (17 épisodes)
- Jacob Kraemer (en) (VQ : Sébastien Reding) : Ben Harrison (27 épisodes)
- Shenae Grimes (VQ : Michèle Lituac) : Arden Alcott (15 épisodes)
- Alex Hood (id) (VQ : Nicolas Charbonneaux-Collombet) : Ron Yuma (14 épisodes)
- Alison Sealy-Smith (VQ : Hélène Mondoux) : Mme Mann (14 épisodes)
- Mallory Margel (VQ : Catherine Trudeau) : Mallory Randall (13 épisodes)
- Mandy Butcher (en) (VQ : Claudia-Laurie Corbeil) : Chelsea Breuer (saison 1, 12 épisodes)
- Kyle Kass (VQ : Martin Watier) : Owen Anthony (saisons 1 et 2, 11 épisodes)
- Caroline Park (en) (VQ : Geneviève Désilets) : Vivian (10 épisodes)
- Sean McCann (VQ : Claude Préfontaine) : Dr W.S. Finch (saisons 1 et 2, 7 épisodes)

 Source et légende : version québécoise (VQ) sur Doublage.qc.ca

## Épisodes

### Première saison (2005)
1. Social Climbers
2. Right-Minded
3. Under the Surface
4. Quiz Show
5. Best of Breed
6. Whose Line Is It Anyway?
7. Myth Adventures
8. Unusual Suspects
9. Forest for the Trees
10. Coma Chameleon
11. Surprise!
12. Pack of Lies
13. Life Cycle
14. Off the Map
15. Unified Hal Theory
16. To Each His Owen
17. Everything's Relative
18. Advanced Girl Lessons
19. Survival Swim
20. Drift Away
21. Best of Enemies
22. Everybody Scoops
23. Be Our Pest
24. Night Crawlers

### Deuxième saison (2006-2007)
1. Titre français inconnu (Risky Business)
2. L'Année du dragon (Year of the Dragon)
3. Seule à la maison (Home Alone)
4. L'Emploi du temps (Maximum Overdrive)
5. Election
6. The Last Waltz
7. The Upside of Anger
8. Double Jeopardy
9. Brother from Another Planet
10. The Parent Trap
11. The Great Outdoors
12. Prêt à Porter
13. Rashômon
14. The Mask
15. Meet the Hawthornes
16. Play It Again, Sadie
17. Match Me If You Can
18. Ghouls Just Want to Have Fun
19. Working Stiffs
20. English Patience
21. Two of a Kind
22. Rules Rush In
23. The Bennett Club
24. A Very Sadie Christmas
25. As Bad as It Gets
26. Sliding Closet Doors

### Troisième saison (2007)
1. In with the Old, Out with the New
2. Smother's Day
3. Too Hip Hop for the Room
4. The Trial
5. Poetic Justice
6. Sadie's Millions
7. Hal's Kitchen
8. The Graduate
9. As The Whirly Turns
10. The Hawthorne Identity
11. Material Curl
12. The Jacqueline Princess Bride
13. In or Out of Africa